# Josep Ernest Peris i Celda
Josep Ernest Peris i Celda (València, 11 de desembre de 1882 — València, 14 de novembre de 1960) és un autor teatral en valencià.
Seguidor del sainetista valencià Eduard Escalante, no va intentar superar el seu mestre ni innovar dins el gènere. El 1902 estrenà la seva primera obra, Tres artistes de porxe (publicada el 1912), i fins a la seva mort en va escriure 102 en català i algunes en castellà, generalment d'un acte. Les més conegudes són Terres maleïdes (estrenada el 1911 i publicada el 1919) —adaptació de La barraca de Blasco Ibáñez—, Per la fam d'heretar (1918), Voleu llum?, o València a fosques (1918), Nelo Bacora (estrenada el 1918), Cels de novençà (1919), Mosquit de tenda (1923), Una ajuda (1925), La pesca de la ballena (1926), Més allà de la llei (1927) o Rialles del voler (1928) —localitzada a l'època de les Germanies—, entre d'altres. Va escriure també llibrets de falla (més de seixanta), amb els quals va obtenir diversos premis, entre els quals el premi «Dobló d'a quart en or» el 1919, i «Dobló i plat de glòria» el 1926, ambdós de Lo Rat-Penat. El seu llarg recorregut dins de Lo Rat-Penat —on havia ocupat el càrrec directiu de la seva Secció de Teatre i de l'Escola teatral— el portaren a ser homenatjat amb el Premi Extraordinari de l'entitat. i nombrosos textos dels miracles de sant Vicent.
Com a escriptor narratiu i poeta, va publicar, entre d'altres, El gran juego del Truc (1958) o Rialles del voler (1920).